# Xalamera
Xalamera (en castellà i aragonès, Chalamera) és un municipi aragonès del Baix Cinca. Durant l'edat mitjana fou una comanda hospitalera lligada a la Castellania d'Amposta.